# Rudziniec
Rudziniec (německy Rudzinitz) je starostenská vesnice v gmině Rudziniec, okres Gliwice, Slezské vojvodství v Polsku.
V letech 1975–1998 obec byla pod administrativou Katovického vojvodství.

## Název
Abecední seznam obcí na území Slezska vydaném v roce 1830 ve Vratislavi Johannem Kniem je vesnice nazývána polsky Rudziniec a zároveň německy Rudzinitz. V roce 1936 byla vesnice v rámci germanizace přejmenována na Rudgershagen.

## Historie
První zmínky pocházejí z roku 1305 jako o vesnici Rudno Małe. Na území obce se nalezly několik topůrek, které pocházejí z období neolitu. V druhé polovině 19. století byla v místě katru postavena nad kłodnickým kanálem ocelárna Pielahütte (Huta Piła), ve které v roce 1889 byl mimo jiné vyrobeny ocelové díly vazníků pro Tumský most ve Vratislavi. V posledních dnech třetího hornoslezského povstání se v Rudzinci nacházel vojenský štáb povstalců.

## Informace
V roce 2011 ve vesnici žilo 1647 obyvatel (z toho 797 mužů a 850 žen). V obci je školka, základní škola a gymnasium.

## Památky
- Kostel svatého Michaela archanděla – dřevěný kostel, který pochází z roku 1657 s věží z roku 1853.[6]
- Zámek v Rudzinci – byl postaven v roce 1876 a novorenesančně přestavěn v roce 1906
- Památník padlých rudzinieckých občanů v první světové válce

## Transport
Obcí prochází železnice Katowice - Kędzierzyn-Koźle se zastávkou Rudziniec-Gliwicki a Hlivický průplav.

## Turistika
Vesnicí prochází turistická trasa:
- Rekreační stezka
- Stezka dřevěné architektury ve Slezsku